# Laura Meriano
Laura Meriano (Brescia, 17 de diciembre de 1999) es una deportista italiana que compite en remo. Ganó dos medallas en el Campeonato Europeo de Remo de 2025, plata en dos sin timonel y bronce en ocho con timonel.

## Palmarés internacional
| Campeonato Europeo | Campeonato Europeo | Campeonato Europeo | Campeonato Europeo |
| Año                | Lugar              | Medalla            | Prueba             |
| ------------------ | ------------------ | ------------------ | ------------------ |
| 2025               | Plovdiv (Bulgaria) | Medalla de plata   | Dos sin timonel    |
| 2025               | Plovdiv (Bulgaria) | Medalla de bronce  | Ocho con timonel   |